# AC 3000ME
L'AC 3000ME, ou AC 3-litres, AC ME3000, AC3000, est une voiture sportive fabriquée par AC Cars de 1979 à 1985.

## Origine
Ce coupé deux-portes est basé sur le prototype Diablo de la société Bohanna Stables présenté au London Racing Car Show en 1972.